# Sabian
Sabian (фр. вимова — Саб'я́н, вірм. — «Себіян») — канадсько-вірменський виробник музичних інструментів — тарілок. Вважається одним з світових виробників тарілок, поряд з Зільджян, Пайсті та Майнл.

## Історія
Роберт Зілджян був сином Аветіса Зілджяна-третього, голови компанії Avedis Zildjian. Згідно з сімейною традицією власник компанії повинен був передати управління старшому сину — Арману. Після смерті Аветіса Зілджяна-третього в 1979 році. Арман, колишній до того часу президент Zildjian, став головою управління. Розв'язалася сімейна ворожнеча, що призвело до правового конфлікту між братами Робертом і Арманом. В результаті Роберт покинув Zildjian і в 1981 р. в містечку Медуктік, провінція Нью-Брансвік, Канада, заснував конкуруючу компанію Себіян. Протистояння зберігається й досі, і обидві компанії входять в число світових лідерів з випуску тарілок.
Роберту дісталася канадська фабрика, яка виробляла серію Zildjian «K» (на той час все виробництво в Туреччині було згорнуто). Між Арманом і Робертом розгорілася суперечка про те, де повинна вироблятися серія «Кей». Як президент компанії Zildjian, Арман наполягав на тому, що «Кей» повинні випускатися в Сполучених Штатах за участю знаменитих барабанщиків Елвіна Джонса і Тоні Вільямса.
Згідно з угодою Роберт відмовився використовувати назву «Zildjian» і стверджувати, що його тарілки були ідентичні тарілкам Zildjian. Кажуть, що найбільш характерна особливість тарілок Zildjian полягає в більш теплому і м'якому звучному сплаву, в той час як сплав, який використовується в Себіан, містить більше олова, однак це — вигадка. Сплав тарілок професійного рівня, що випускаються обома компаніями, містить 80 % міді, 20 % олова і сліди срібла. Також стверджують, що тарілки цих виробників досить легко розрізнити, оскільки Себіан товстіші для зазначеної ваги і характеризуються довшою тривалістю звуку, ніж еквіваленти Zildjian (за деякими винятками), тоді як звучання Zildjian характеризується більш швидкою атакою і є м'якішим. Всі ці думки сходяться на тому, що відмінності залежать від моделі тарілок.
Роберт Зілджян склав слово «Себіан» з перших букв імен своїх трьох дітей — Саллі, Білла і Енді (Традиційне вірменське закінчення «ян» спотворюється в українській мові на «ан», справжня назва — Сабія). Першими серіями тарілок стали випускаються зі звичайної дзвонярської бронзи «HH» і «AA», скорочено від «hand-hammered» (англ. Ручна ковка) і «automated anvil» (англ. машинна кування). На даний момент президентом Себіан є молодший член сім'ї — Енді Зільджян.
У 2012 році відкрилася нова фабрика Сабіа в Вірменії, місті Сісіан, для виробництва і експорту тарілок на Схід.
У 2019 компанія Sabian представила свій новий логотип, він став більш агресивним і «молодшим». На своєму стенді на NAMM Show 2019 [Архівовано 7 березня 2019 у Wayback Machine.] бренд представив нові тарілки двох серій: FRX і Crescent.